# Stolen Heaven
Pour plus de détails, voir Fiche technique et Distribution.
Stolen Heaven est un film américain réalisé par George Abbott, sorti en 1931.

## Fiche technique
- Titre : Stolen Heaven
- Réalisation : George Abbott
- Scénario : George Abbott et Dana Burnet
- Photographie : George J. Folsey
- Société de production : Paramount Pictures
- Pays d'origine :   États-Unis
- Langue de tournage : Anglais américain
- Format : Noir et blanc — 35 mm — 1,20:1 — Son : Mono (Western Electric Noiseless Recording)
- Métrage : 2 082 mètres (7 bobines)
- Genre : Film dramatique
- Durée : 76 minutes
- Date de sortie : 1931

## Distribution
- Nancy Carroll : Mary
- Phillips Holmes : Joe Bartlett
- Louis Calhern : Steve Perry
- Edward Keane (en) : Détective Morgan
- Guy Kibbee : Commissaire de police
- Joseph Crehan : Henry